# Sisne
Sisne (en népalais : सिस्ने) est un comité de développement villageois du Népal situé dans le district de Rukum. Au recensement de 2011, il comptait 1 877 habitants.